# Linka Setagaja
Linka Setagaja (japonsky 世田谷線, Setagaja-sen) je tramvajová linka v Tokiu, provozovaná společností Tókjú jako jediná taková v jejich železniční síti.
Přestože je linka z právního hlediska vedena jako tramvajová, je prakticky v celé délce vedena jako samostatné železniční těleso. Na lince se dokonce nachází železniční přejezdy s výstražnými světly a závorami.
Trať je také jedinečná svým rozchodem 1372 mm. Ten je v Japonsku velmi neobvyklý. Je to pozůstatek původních tramvajových tratí v Tokiu, které byly v 20. století zrušeny, aby se uvolnilo místo pro automobily.

## Trať a její provoz
Trať je v provozu od 4.00 až do půlnoci. Vlaky jezdí podle denní doby v intervalech od 5 do 20 minut. Všechny spoje zastavují na všech stanicích.

### Stanice
Pro lepší přehlednost a vyhledatelnost v mapách je použit pro názvy stanic Hepburnův přepis.     

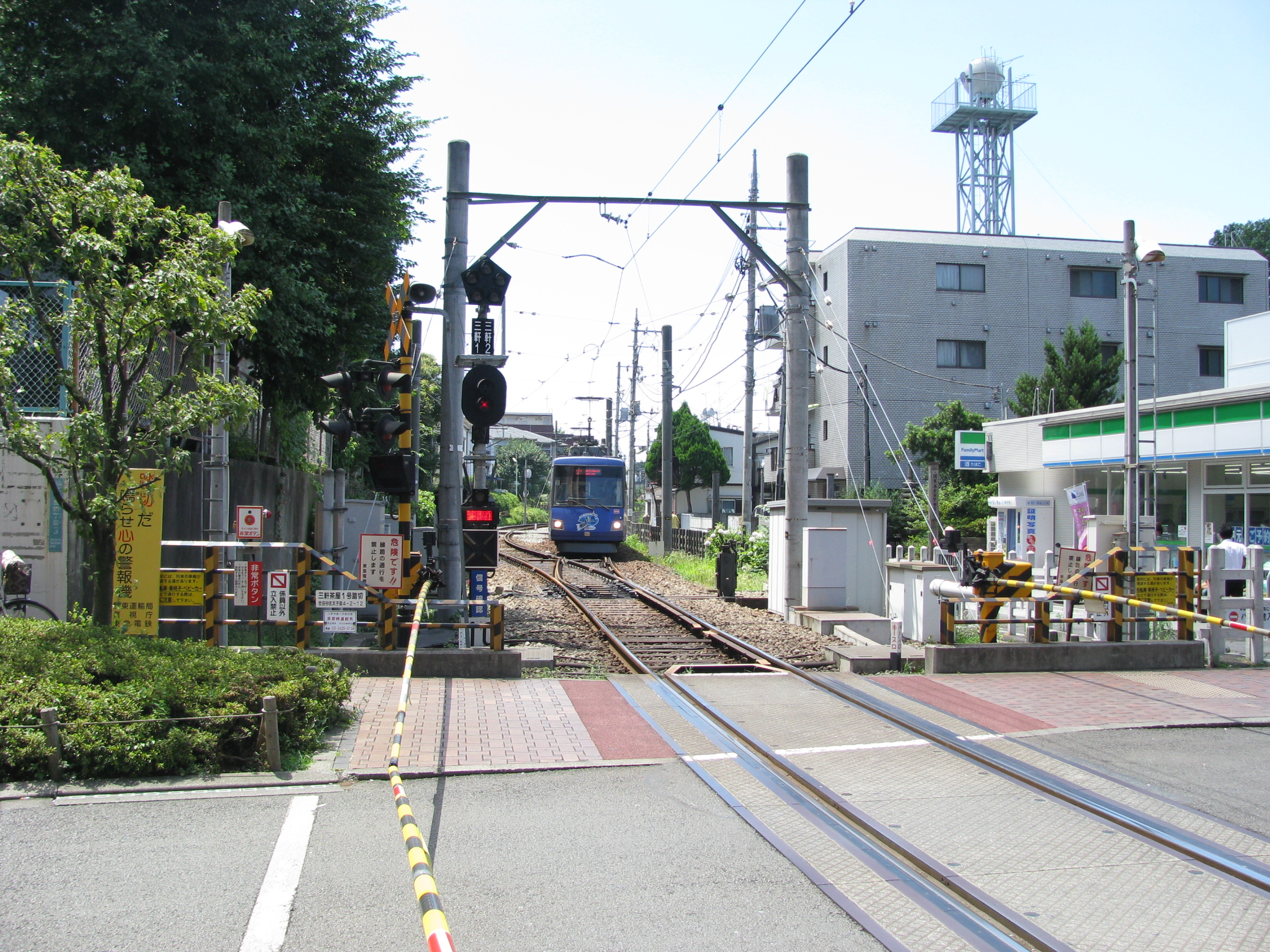
Úrovňové křížení

| Číslo | Stanice         | Japonsky   | Vzdálenost (km) | Přestupy                                |
| ----- | --------------- | ---------- | --------------- | --------------------------------------- |
|       | Sangen-jaya     | 三軒茶屋   | 0.0             | linka Tókjú Den’entoši                  |
|       | Nishi-taishidō  | 西太子堂   | 0.3             |                                         |
|       | Wakabayashi     | 若林       | 0.9             |                                         |
|       | Shōin-jinja-mae | 松陰神社前 | 1.4             |                                         |
|       | Setagaya        | 世田谷     | 1.8             |                                         |
|       | Kamimachi       | 上町       | 2.2             |                                         |
|       | Miyanosaka      | 宮の坂     | 2.7             |                                         |
|       | Yamashita       | 山下       | 3.4             | linka Odakjú Odawara (stanice Gōtokuji) |
|       | Matsubara       | 松原       | 4.2             |                                         |
|       | Shimo-takaido   | 下高井戸   | 5.0             | linka Keió                              |